# Sainte-Anne-Saint-Priest
Sainte-Anne-Saint-Priest település Franciaországban, Haute-Vienne megyében. Lakosainak száma 140 fő (2022. január 1.). Sainte-Anne-Saint-Priest Châteauneuf-la-Forêt, Domps, Eymoutiers, Neuvic-Entier és Sussac községekkel határos.

## Népesség
A település népessége az elmúlt években az alábbi módon változott:
| Lakosok száma | 145  | 157  | 165  | 168  | 163  | 155  | 148  | 144  | 140  |
|               | 2013 | 2015 | 2016 | 2017 | 2018 | 2019 | 2020 | 2021 | 2022 |